# Douglas Kurtz
Douglas Tuchtenhagen Kurtz (Pelotas, 11 de junho de 1987), conhecido como Kurtz, é um jogador de basquetebol brasileiro. Atualmente atua pelo SPFC Basquetebol.

## Trajetoria esportiva
Começou a carreira nos jogos locais pelo colégio São José, em Pelotas. Jogou dois em anos em Porto Alegre no Grêmio Náutico União, retornando a Pelotas em 2005, onde jogou no Pelotas Basketball Clube. No fim de 2005 transferiu-se para o Joinville Esporte Clube, onde disputou dois anos o campeonato profissional nacional de basquete. Em agosto de 2007 foi para o basquete estadunidense.
No basquete estadunidense, Kurtz jogou no pelo Marshall Town Community College, conhecidos como Tigres. No seu primeiro ano conseguiu marcas importantes com médias 6,0 pontos e 5,4 rebotes por partidas; no segundo ano recebeu menção honrosa All Region XI, tendo como médias 9,6 pontos e 5,8 rebotes por partida, além de ter liderado com o melhor percentual de acerto de arremessos de quadra (0,671) e lances livres (0,847).
No basquete universitário defendeu a Universidade do Havaí, registrando em média, no seu primeiro ano, 1,4 pontos e 1,0 rebotes em 5,7 minutos por jogo. No segundo ano foi o terceiro capitão da equipe e conseguiu a média de 2,0 pontos e 2,1 rebotes jogando 8,5 minutos.

Foi convocado para representar o Brasil na Universíada de Verão de 2009, em Belgrado.
Voltou ao Brasil em 2012, onde defendeu a equipe do Jacareí Basketball no Campeonato Paulista, com médias de 12,2 pontos, 7,7 rebotes e 1,2 tocos por partida. No NBB defendeu a equipe de Franca Basquetebol Clube, onde teve médias de de 13,39 minutos, 7,36 pontos e 2,6 rebotes.
Na temporada 2013-2014 assinou com a equipe de Uberlândia.
Para a temporada 2014-2015 assinou com a equipe do Pinheiros.